# Dendryphantes lepidus
Dendryphantes lepidus là một loài nhện trong họ Salticidae.
Loài này thuộc chi Dendryphantes. Dendryphantes lepidus được Elizabeth Maria Gifford Peckham & George William Peckham miêu tả năm 1901.